# NGC 6521
NGC 6521 је елиптична галаксија у сазвежђу Змај која се налази на NGC листи објеката дубоког неба.
Деклинација објекта је + 62° 36' 42" а ректасцензија 17h 55m 48,3s. Привидна величина (магнитуда) објекта NGC 6521 износи 12,4 а фотографска магнитуда 13,4. NGC 6521 је још познат и под ознакама UGC 11061, MCG 10-25-119, CGCG 301-2, CGCG 300-95, PGC 61121.